# Jagatsinghpur (Distrikt)
Der Distrikt Jagatsinghpur (Oriya ଜଗତସିଂହପୁର ଜିଲ୍ଲା Jagatasinhapura Jillā), auch Jagatasimhapura oder Jagatsinghapur, ist ein Distrikt im ostindischen Bundesstaat Odisha.
Der Distrikt liegt in der Küstenebene östlich von Cuttack und wird von den beiden Hauptmündungsarmen der Mahanadi begrenzt.
Verwaltungssitz ist die namensgebende Stadt Jagatsinghpur. Die Fläche beträgt 1668 km² (nach anderen Angaben 1759 km²). Die Bevölkerungsdichte liegt bei 682 Einwohner/km².
Der Distrikt entstand am 1. April 1993 durch Herauslösen aus dem Distrikt Cuttack.

## Bevölkerung
Im Distrikt lebten im Jahr 2011 1.136.971 Einwohner. Das Geschlechterverhältnis betrug 968 Frauen auf 1000 Männer. Die Alphabetisierungsrate lag bei 86,59 % (92,38 % bei Männern, 80,63 % bei Frauen).
Der überwiegende Teil der Bevölkerung ist hinduistisch (95,53 %), 4,13 % sind Muslime.

## Verwaltungsgliederung
Der Distrikt ist nur in eine Sub-Division gegliedert: Jagatsinghpur.
Zur Dezentralisierung der Verwaltung ist der Distrikt in 8 Blöcke unterteilt:
- Balikuda
- Biridi
- Ersama
- Jagatsinghpur
- Kujang
- Naugaon
- Raghunathpur
- Tirtol

Des Weiteren gibt es 8 Tahasils:
- Balikuda
- Biridi
- Ersama
- Jagatsinghpur
- Kujang
- Naugaon
- Raghunathpur
- Tirtol

Im Distrikt befinden sich folgende ULBs: die beiden Municipalities Jagatsinghpur und Paradeep.
Außerdem sind 194 Gram Panchayats im Distrikt vorhanden.

## Persönlichkeiten

### Söhne und Töchter der Stadt
- Amitav Acharya (* 1962), indischer Politologe